# Sandra Sá (álbum de 1982)
Sandra Sá é o segundo álbum de estúdio da cantora brasileira Sandra de Sá, lançado em 1982. onde Sandra gravou, pela primeira vez “Olhos Coloridos”, canção do compositor Macau.

## Recepção
A música Ousadia alcançou a posição 91 na lista das 100  músicas mais tocadas no ano de 1982, enquanto que Olhos Coloridos ficou na posição 36 entre as 100 músicas mais tocadas no ano. 

## Faixas[4]
1. "Olhos Coloridos" (Macau)
2. "Música Maravilhosa" (Sérgio Natureza / Tunai)
3. "Ousadia" (Faffy / Sandra de Sá)
4. "Quero Ver Você Dançar" (Ton Saga)
5. "Amou Meu" (Ricardo Augusto / Luiz Melodia)
6. "Preciso Falar Urgentemente Com Cassiano" (Fábio / Paulo Imperial)
7. "Conte Comigo" (Luiz Mendes Jr. / Gastão Lamounier)
8. "Negra Flor" (Luiz Mendes Jr. / Gastão Lamounier / Durval Ferreira / Paulo César)
9. "Sobreviver" (Monica Odeh / Sandra de Sá)
10. "Se Grile Não" (Sandra de Sá)